# Фролов, Эдуард Давидович
Эдуа́рд Дави́дович Фроло́в (1 марта 1933 года, Ленинград — 18 августа 2018 года, Санкт-Петербург) — советский и российский историк, антиковед-эллинист. Доктор исторических наук, заведующий кафедрой истории Древней Греции и Рима (1971—2015), директор Центра антиковедения СПбГУ (с 1994 года); почётный профессор СПбГУ (2010). Заслуженный деятель науки Российской Федерации (1998), почётный работник высшего профессионального образования РФ (2004).

## Биография
Родился в семье выпускника исторического факультета Ленинградского государственного педагогического института имени А. И. Герцена (1939), а в годы Великой Отечественной войны — старшего инструктора по оргпартработе политотдела 4-го гвардейского авиационного гомельского корпуса дальнего действия, гвардии майора Давида Соломоновича Фролова (1910—1944), уроженца деревни Рыкшино Витебской губернии, погибшего в ночь с 15 на 16 июля 1944 года во время боевого вылета на самолёте Б-25 «Митчелл» в районе деревни Непли под Брестом. В июле 1940 года семья переехала в Харьков, где отец был назначен преподавателем истории ВКПб в Харьковском авиационном училище. Почти всю жизнь, за исключением трёх лет эвакуации с матерью Марией Владимировной Соколовой в Красноярске, жил в Ленинграде — Санкт-Петербурге.
В 1950 году окончил с золотой медалью 107 школу, из-за развившейся во время войны от чтения в плохих условиях близорукости предпочёл техническим специальностям поступление на истфак ЛГУ. Стремившийся вначале на кафедру новой истории, был увлечён лекциями проф. С. И. Ковалёва по истории Рима. Затем сблизился с проф. К. М. Колобовой. Как отмечал сам Э. Д. Фролов: «если Ковалёв привлёк меня на кафедру античной истории, то Колобова сделала меня эллинистом». Филологическую подготовку прошёл у А. И. Доватура.
В 1955 году окончил исторический факультет, а затем аспирантуру там же по кафедре истории Древней Греции и Рима (1958). С последнего курса аспирантуры начал преподавать и в год её окончания защитил кандидатскую диссертацию «Жизнь Ксенофонта и его общественно-политические воззрения (преимущественно по „Малым сочинениям“)».
С 1958 года ассистент, с 1963 года — доцент, в 1971 году стал заведующим кафедрой Древней Греции и Рима ЛГУ (до 2015 года), в 1972 году защитил докторскую диссертацию по теме «Тирания в древней Греции в IV в. до н. э.» и стал доктором исторических наук, с 1974 года — профессором. Также бессменный директор созданного в 1994 году при кафедре Центра антиковедения СПбГУ.
Являлся членом редколлегии научно-академического журнала «Вестник древней истории». Под его руководством подготовили и защитили диссертации почти сорок кандидатов наук, из которых десятеро стали впоследствии докторами наук.
Область специальных научных занятий — история античного мира, в особенности история Древней Греции и античного Причерноморья. Интересовался проблемами социально-политического развития и духовной жизни античного общества, включая становление классического города-государства (полиса), роль и значение древней тирании, кризис гражданской общины в позднеклассический период, истоки эллинизма и в этом контексте — политические теории и доктрины, а также рождение античной социальной утопии. Параллельно занятиям собственно античной историей, разрабатывал проблемы истории антиковедения, как отечественного, так и западного; также занимался философией истории. Егоров А. Б. отмечал, что Фролова отличал «глубокий интерес к теоретическим проблемам истории, как всемирной, так и, прежде всего, античной», в особенности его интересовала тема кризиса.
Автор более 300 научных работ, в том числе 15 монографий. По его редакцией в 2011 году был подготовлен новый полный русский перевод «Исторической библиотеки» Диодора Сицилийского, спустя 10 лет увидевший свет в серии «Историческая библиотека» московского издательства «Рубежи XXI». Помимо древнегреческого и латыни, владел несколькими иностранными языками (английским, французским, немецким).
Его работы трижды удостаивались университетской премии за научные труды (1983, 1993, 2001).
Заслуженный деятель науки Российской Федерации (1998). Почётный работник высшего профессионального образования Российской Федерации (2004).
Скоропостижно скончался 18 августа 2018 года.
Первая жена — Ирина Ивановна Фролова (1928—2014), историк-медиевист, советский и российский библиограф и книговед.
Дочь от первого брака — историк-медиевист и библиотекарь Ольга Эдуардовна Фролова. Вторая жена — бывшая студентка Э. Д. Фролова — Елена Михайловна Фролова, преподаватель консерватории; детей от этого брака нет.
Сокращение гуманитарного, в частности исторического образования, приводит к оскудению культуры. И общество рано или поздно горько пожалеет об этом.

## Научные труды

### Монографии
- Греческие тираны (IV в. до н. э.). — Л.: Изд-во ЛГУ, 1972.
- Сицилийская держава Дионисия (IV в. до н. э.). — Л.: Изд-во ЛГУ, 1979.
- Факел Прометея: очерки античной общественной мысли. — Л.: Изд-во ЛГУ, 1981.
  - Изд. 2-е, испр. и доп. — Л.: Изд-во ЛГУ, 1991. — ISBN 5-288-00650-4.
- Огни Диоскуров: античные теории переустройства общества и государства. — Л: Изд-во ЛГУ, 1984.
- Рождение греческого полиса. — Л.: Изд-во ЛГУ, 1988. — ISBN 5-288-00020-4.
- Курбатов Г. Л., Фролов Э. Д., Фроянов И. Я. Христианство: Античность. Византия. Древняя Русь. — Л.: Лениздат, 1988.
- Русская наука об античности: историографические очерки. — СПб.: Изд-во СПбГУ, 1999. — ISBN 5-288-02285-2 (2-е изд. 2006);
- Греция в эпоху поздней классики: общество, личность, власть. — СПб.: Гуманитарная Академия, 2001. — ISBN 5-93762-013-5.
- Парадоксы истории. Парадоксы античности. — СПб.: Изд. дом СПбГУ, 2004. — ISBN 5-288-03475-3.

### Статьи
- Фролов Э. Д. Религия и атеизм в античном мире // Вопросы научного атеизма. Вып. 20. Актуальные проблемы истории атеизма и религии / Редкол. А. Ф. Окулов (отв. ред.); Акад. обществ. наук ЦК КПСС. Ин-т научного атеизма. — М.: Мысль, 1976. — С. 116—135. — 327 с. — 19 200 экз.
- Греция (Древняя) / Колобова К. М. (исторический очерк), Ельницкий Л. А. (Воспитание и просвещение), Лосев А. Ф. (Религия и мифология), Гайденко В. П. (Философия), Пикус Н. Н. (Естественнонаучные взгляды), Ельницкий Л. А. (География, Историческая наука, Музыка), Тронский И. М. (Литература), Головня В. В. (Театр), Соколов Г. И. (Архитектура, изобразительное и декоративно-прикладное искусство), Тронский И. М. (Изучение древнегреческой культуры. Вступление, Изучение литературы), Лосев А. Ф. (Изучение философии), Фролов Э. Д. (Изучение истории), Сидорова Н. А. (Изучение искусства). // Гоголь — Дебит. — М. : Советская энциклопедия, 1972. — (Большая советская энциклопедия : [в 30 т.] / гл. ред.  А. М. Прохоров ; 1969—1978, т. 7).
- Белох, Карл Юлиус : [арх. 19 октября 2022] / Фролов Э. Д. // «Банкетная кампания» 1904 — Большой Иргиз [Электронный ресурс]. — 2005. — С. 264. — (Большая российская энциклопедия : [в 35 т.] / гл. ред. Ю. С. Осипов ; 2004—2017, т. 3). — ISBN 5-85270-331-1.
- Греция Древняя : [арх. 28 сентября 2022] / Фролов Э. Д. (Исторический очерк), Шичалин Ю. А. (Образование и педагогическая мысль), Тахо-Годи А. А. (Культура), Лебедев А. В. (Философия),  Теперик Т. Ф. (Литература); Тронский И. М. (драматургия), Молок Д. Ю. (Архитектура и изобразительное искусство), Лебедев С. Н. (Музыка) // Гермафродит — Григорьев [Электронный ресурс]. — 2007. — С. 705—729. — (Большая российская энциклопедия : [в 35 т.] / гл. ред. Ю. С. Осипов ; 2004—2017, т. 7). — ISBN 978-5-85270-337-8.

### Составитель и редактор
- Проблемы античного источниковедения. М.-Л., 1986.